# Кампи Салентина
Кампи Салентина (итал. Campi Salentina) је насеље у Италији у округу Лече, региону Апулија.
Према процени из 2011. у насељу је живело 10596 становника. Насеље се налази на надморској висини од 33 м.

## Географија
| Клима (Кампи Салентина)    | Клима (Кампи Салентина) | Клима (Кампи Салентина) | Клима (Кампи Салентина) | Клима (Кампи Салентина) | Клима (Кампи Салентина) | Клима (Кампи Салентина) | Клима (Кампи Салентина) | Клима (Кампи Салентина) | Клима (Кампи Салентина) | Клима (Кампи Салентина) | Клима (Кампи Салентина) | Клима (Кампи Салентина) | Клима (Кампи Салентина) |
| Показатељ \ Месец          | .Јан.                   | .Феб.                   | .Мар.                   | .Апр.                   | .Мај.                   | .Јун.                   | .Јул.                   | .Авг.                   | .Сеп.                   | .Окт.                   | .Нов.                   | .Дец.                   | .Год.                   |
| -------------------------- | ----------------------- | ----------------------- | ----------------------- | ----------------------- | ----------------------- | ----------------------- | ----------------------- | ----------------------- | ----------------------- | ----------------------- | ----------------------- | ----------------------- | ----------------------- |
| Средњи максимум, °C (°F)   | 12,6 (54,7)             | 13,2 (55,8)             | 15,0 (59)               | 18,3 (64,9)             | 22,6 (72,7)             | 26,8 (80,2)             | 29,2 (84,6)             | 29,6 (85,3)             | 26,2 (79,2)             | 21,8 (71,2)             | 17,6 (63,7)             | 14,2 (57,6)             | 29,6 (85,3)             |
| Средњи минимум, °C (°F)    | 5,6 (42,1)              | 5,8 (42,4)              | 7,2 (45)                | 9,5 (49,1)              | 13,1 (55,6)             | 17,0 (62,6)             | 19,5 (67,1)             | 19,9 (67,8)             | 17,3 (63,1)             | 13,7 (56,7)             | 9,9 (49,8)              | 7,1 (44,8)              | 5,6 (42,1)              |
| Количина падавина, mm (in) | 71 (28)                 | 60 (23,6)               | 65 (25,6)               | 40 (15,7)               | 33 (13)                 | 20 (7,9)                | 16 (6,3)                | 22 (8,7)                | 49 (19,3)               | 80 (31,5)               | 97 (38,2)               | 74 (29,1)               | 627 (246,9)             |
| [ тражи се извор ]         |                         |                         |                         |                         |                         |                         |                         |                         |                         |                         |                         |                         |                         |

## Становништво
| 1931. | 1936. | 1951.  | 1961.  | 1971.  | 1981.  | 1991.  | 2001.  | 2011.  |
| ----- | ----- | ------ | ------ | ------ | ------ | ------ | ------ | ------ |
| 8.791 | 9.459 | 10.883 | 10.806 | 10.144 | 11.043 | 11.594 | 11.242 | 10.760 |